# Sibinia viscariae
Sibinia viscariae är en skalbaggsart som först beskrevs av Carl von Linné 1761.  Sibinia viscariae ingår i släktet Sibinia, och familjen vivlar. Arten är reproducerande i Sverige.